# Volailles de Normandie
Les volailles de Normandie sont un produit de l'élevage et de la gastronomie normande dans cette ancienne province française.

## Originalité du terroir normand
La Normandie est particulièrement propice à l'élevage de volailles. Tout d'abord car les exploitations, indépendantes les unes des autres grâce à des prairies et des vergers de pommiers entourés de talus, sont à la fois à l'abri du vent tout en gardant un terroir plein de fraîcheur. Ce climat très tempéré, joint à une nature des sols très riches, joue un rôle très important dans la qualité des volailles en leur procurant des parcours herbeux de qualité en toute période de l'année. Au cours de la période estivale par exemple, les volailles profitent d'une herbe bien grasse et de nombreux vermisseaux. Ce régime leur confère une viande jamais grasse mais légèrement persillée. Aussi dès 1985, ce terroir fut reconnu digne du Label Rouge.
Cette réputation historique, liée à l’élevage de volailles dans chaque ferme normande, perdura durant le ̼XIXe siècle et jusque dans les années 1960. ̼« L’existence de nombreuses races locales au début du siècle (6 races existent encore), témoigne de la popularité de cette production qui était commercialisée dans d’importants marchés aux volailles régionaux ».

## Les races

### Poules
- Poule de Caumont, originaire du Calvados
- Poule de Crèvecœur, originaire du Calvados
- La Cotentine, originaire de la (Manche)
- La Poule Le Merlerault, originaire de l'(Orne)
- La Pavilly, originaire du (Pays de Caux)
- La Gournay, originaire du (Pays de Bray)[3].
- Disparues:
  - La poule de Caux
  - La poule de Dampierre

### Canards
- Le canard de Duclair
- Le canard de Rouen

### Dindons
- Le dindon noir de Normandie

### Oies
- L'Oie normande
- L'Oie normande huppée, dite Oie de Bavent

### Pigeons
- Le biset caennais
- Le pigeon cauchois

### Galerie

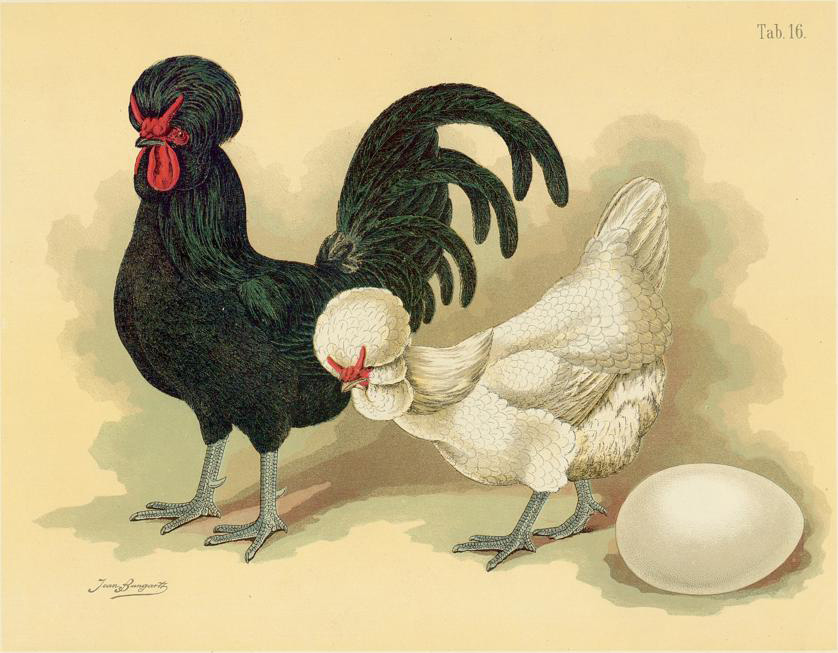
Coq et poule de Crèvecœur, Album de Jean Bungartz (1885)
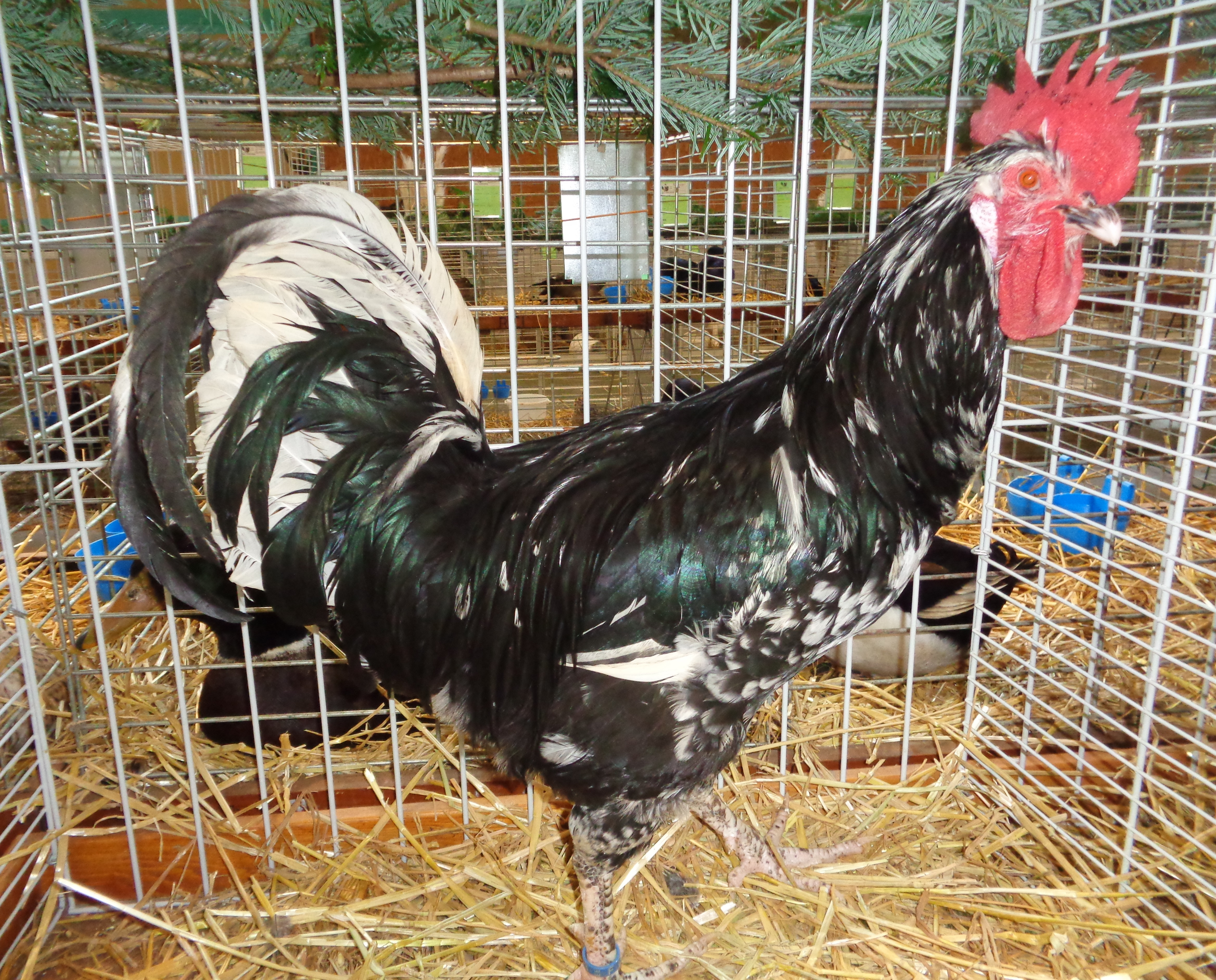
Coq Gournay
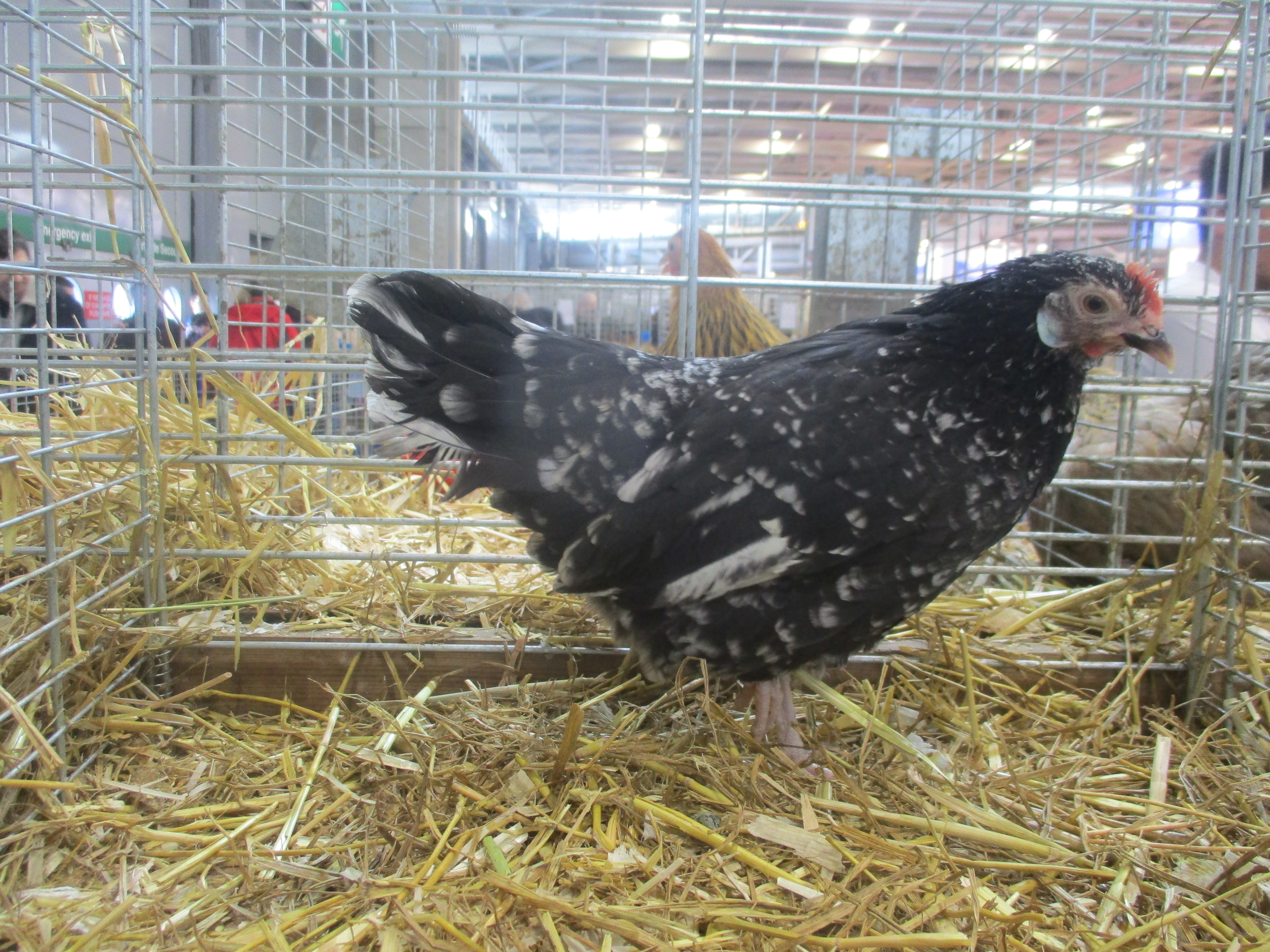
Poule de Gournay naine
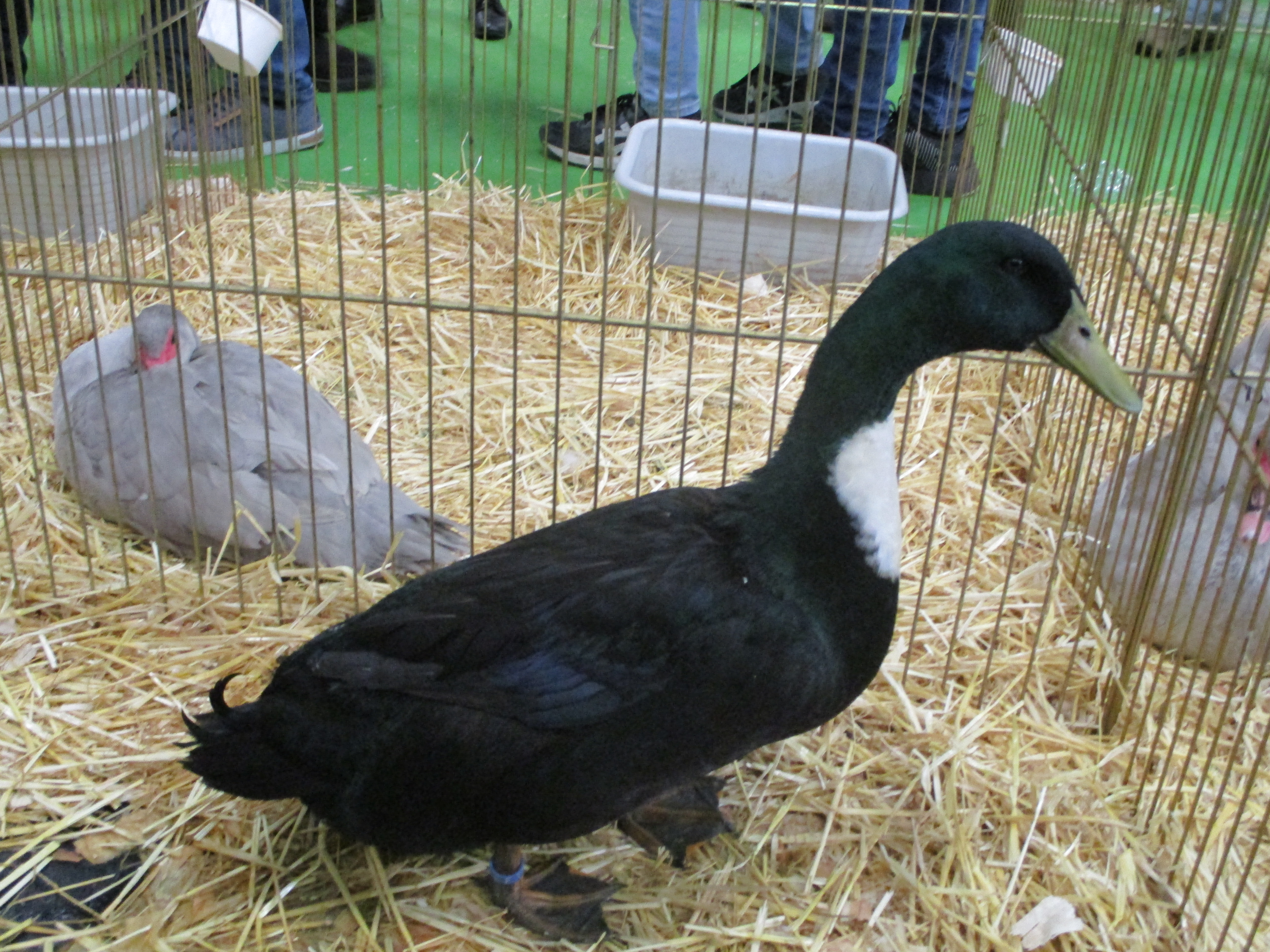
Canard de Duclair
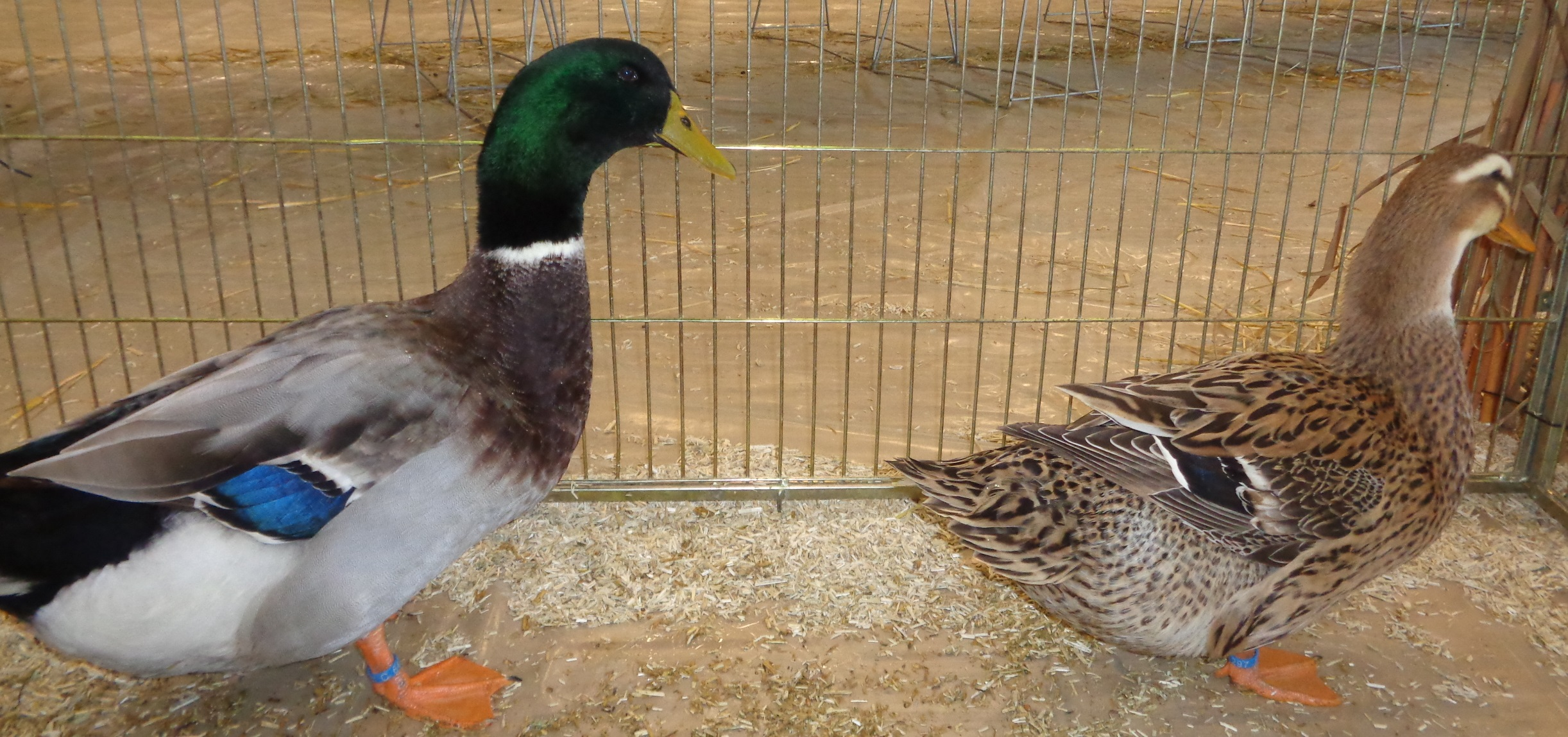
Canard de Rouen
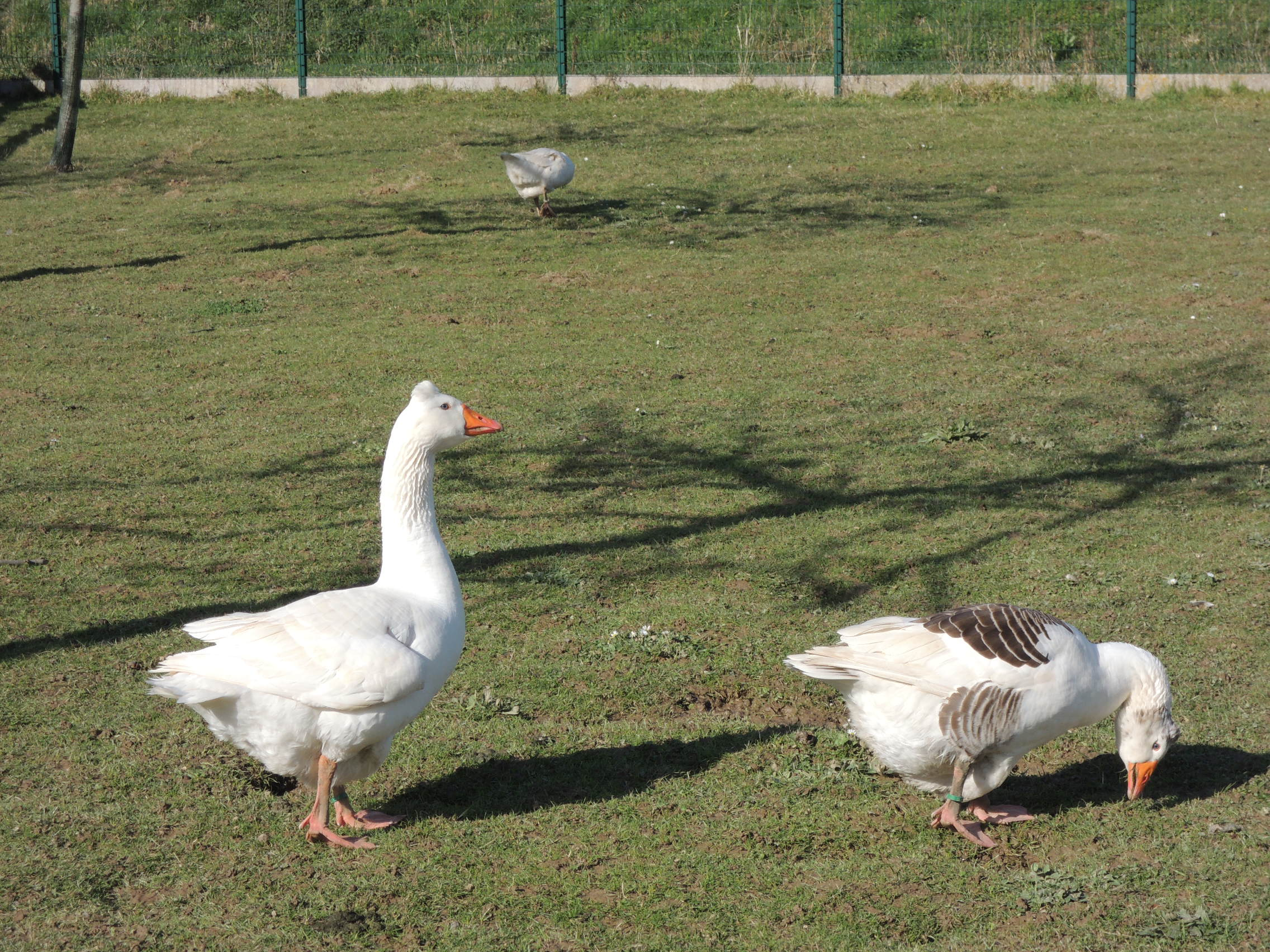
Jars et oie normandes
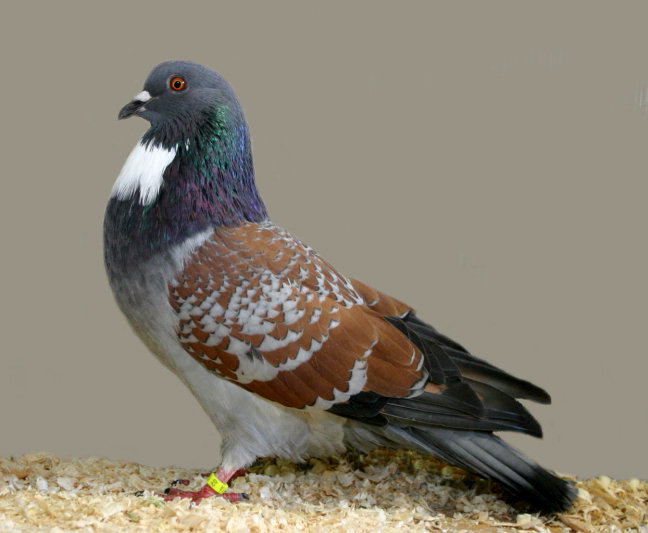
Pigeon cauchois

## Labels
- « Volailles de Normandie » est une indication géographique protégée (IGP)[4]
- « Volailles fermières de Normandie » est label rouge[5].

L'IGP est réservée aux :
- dinde fermière de Noël
- poulet blanc fermier et découpe
- chapon fermier
- poulet blanc fermier de 91 jours
- poulet jaune cou-nu fermier
- pintade fermière
- ̈poulet noir fermier[6]

Le cahier des charges de l'IGP « Volailles de Normandie » implique notamment, pour chaque type de volaille, un élevage en plein air avant un âge déterminé et une superficie minimale par animal. Ces clauses peuvent faire l'objet d'une suspension temporaire pour des motifs sanitaires, comme en novembre 2023 afin de lutter contre la propagation du virus influenza aviaire hautement pathogène (IAHP).

### Départements d'origine
L'IGP concerne 3 130 communes qui se trouvent dans les départements de Seine-Maritime, Eure, Calvados, Manche, Orne, Eure-et-Loir, Somme, Oise, Sarthe, Mayenne, Ille-et-Vilaine, Yvelines, Val-d'Oise

## Gastronomie

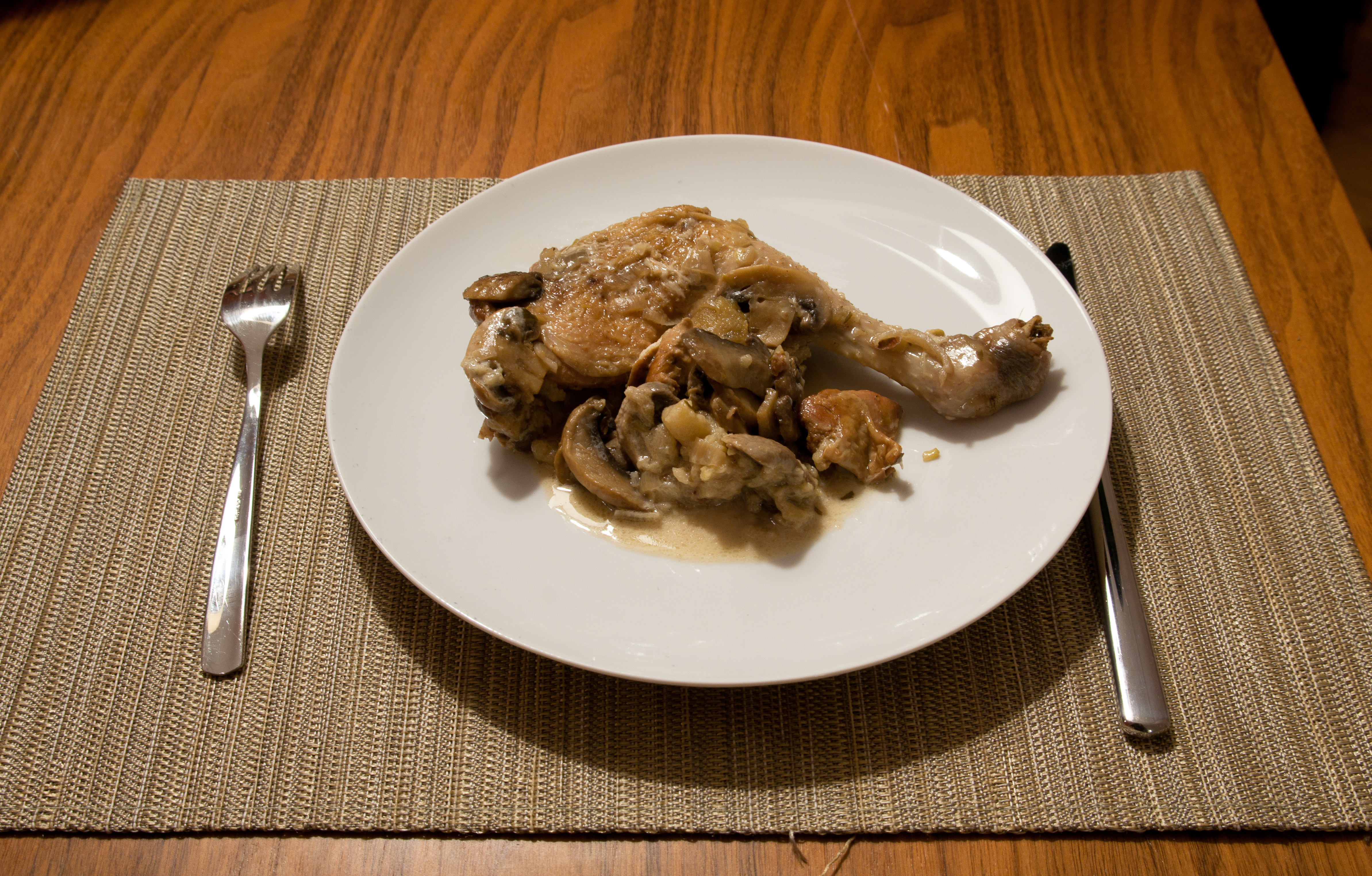
Poulet vallée d'Auge

Les recettes traditionnelles normandes accommodent notamment ces volailles à la crème fraîche, au calvados ou au cidre de Normandie. C'est le cas du poulet vallée d'Auge ou de la poule au blanc. Le canard au sang - ou canard à la rouennaise - peut être servi avec une sauce au vin rouge.

## Clubs officiels
- Club pour la sauvegarde des races avicoles normandes.

Éditant une revue trois fois par an : 
"Basse-cour Normande"  (ISSN 1631-719X)
Siège Social et adresse administrative :
Mairie de Gournay en Bray (76220)
Adresse Postale :
CSRAN - 156, Route du Four à Pain - 76750 Bosc-Roger sur Buchy
- Conservatoire pour l'élevage et la préservation de la basse-cour normande
- Conservatoire des races normandes et du Maine, Le Tronquay
- Gournay club normand, Asnières en Bessin
- Le club de la Cotentine
- Gournay club normand, Asnières en Bessin
- Le Merlerault club, Saint-Nicolas-des-Bois (Orne)